# USS LST-950
O USS LST-950 foi um navio de guerra norte-americano da classe LST que operou durante a Segunda Guerra Mundial.